# اندره بوش
اندره بوش (انگلیسی: Andreu Bosch; ۲۲ فوریهٔ ۱۹۳۱ – ۱۷ دسامبر ۲۰۰۴) بازیکن فوتبال اهل اسپانیا بود.
از باشگاه‌هایی که در آن بازی کرده‌است می‌توان به باشگاه فوتبال رئال بتیس، باشگاه فوتبال الچه، و باشگاه فوتبال بارسلونا اشاره کرد.
وی همچنین در تیم ملی فوتبال اسپانیا بازی کرده‌است.